# Naked and Afraid
Naked and Afraid (conocida en Hispanoamérica como Supervivencia al desnudo y en España como Aventura en pelotas) es un reality estadounidense que se transmite por Discovery Channel. Cada episodio narra la vida de dos supervivientes (1 hombre y 1 mujer) que se encuentran por primera vez y se les da la tarea de sobrevivir una estadía en algún ambiente hostil desnudos durante 21 días. Después de reunirse en el lugar asignado, los socios deben encontrar y/o producir agua potable, alimentos, refugio y ropa dentro del terreno.
El 12 de enero de 2025 se estrenó la adaptación a España en la plataforma de streaming Max.

## Mecánica
Los eventos de la búsqueda de cada pareja se desarrollan en un solo episodio. Los socios se desnudan y se encuentran. Están provistos de bolsos rústicos que contienen una cámara personal, para usar cuando el equipo de cámaras no está allí por la noche, y un mapa. Todos usan collares idénticos con una piedra central que oculta un micrófono que tiene un cable que se conecta a un transmisor de audio inalámbrico escondido en el bolso. Se permiten algunas joyas personales. Cada sobreviviente puede traer un objeto útil, como un hacha o un iniciador de fuego. Hay un equipo de camarógrafos a los que no se les permite intervenir, excepto en emergencias médicas cuando es "absolutamente necesario". Un equipo puede "rendirse" en cualquier momento durante el desafío de 21 días. Los participantes que no se rinden, deben llegar el último día al punto de extracción designado para ser recogidos por un helicóptero o bote u otro vehículo adecuado para el terreno. Los espectadores se actualizan con estadísticas que incluyen cuántos días han pasado, el tiempo y la temperatura. El programa calcula y luego actualiza el CSP (coeficiente de supervivencia primitiva) de los participantes, que se basa en predicciones y observaciones de la aptitud de supervivencia en habilidades, experiencia y fortalezas mentales. Las medidas de peso antes y después también se revelan al final de un episodio.

## Temporadas
| Temporada | Episodios | Estreno                 | Final                    |
| --------- | --------- | ----------------------- | ------------------------ |
| 1         | 9         | 23 de junio de 2013     | 14 de diciembre de 2013  |
| 2         | 7         | 16 de marzo de 2014     | 27 de abril de 2014      |
| 3         | 14        | 22 de junio de 2014     | 12 de octubre de 2014    |
| 4         | 13        | 19 de abril de 2015     | 2 de agosto de 2015      |
| 5         | 5         | 4 de octubre de 2015    | 1° de noviembre de 2015  |
| 6         | 15        | 13 de marzo de 2016     | 12 de junio de 2016      |
| 7         | 12        | 5 de marzo de 2017      | 21 de mayo de 2017       |
| 8         | 7         | 30 de julio de 2017     | 20 de agosto de 2017     |
| 9         | 15        | 11 de marzo de 2018     | 12 de agosto de 2018     |
| 10        | 25        | 3 de marzo de 2019      | 5 de diciembre de 2019   |
| 11        | 30        | 1° de diciembre de 2019 | 17 de mayo de 2020       |
| 12        | 11        | 7 de marzo del 2021     | 18 de abril de 2021      |
| 13        | 6         | 1 de agosto del 2021    | 5 de septiembre del 2021 |
| 14        | 13        | 27 de febrero del 2022  | 24 de abril del 2022     |

## Localizaciones
Estados Unidos
| Región | Localizaciones (número de temporada)                                                    |
| ------ | --------------------------------------------------------------------------------------- |
| Sur    | Alabama (6), Florida (4, 6, 9), Luisiana (1, 7), Misisipi (9), Tennessee (9), Texas (8) |
| Oeste  | Alaska (10), Colorado (10)                                                              |

Internacional
| Continente        | Localizaciones (número de temporada) |
| ----------------- | --- |
| África            | Botsuana (3), Madagascar (2), Mozambique (10), Namibia (3, 5, 6), Sudáfrica (7, 9, 10), Tanzania (1) |
| Asia              | Camboya (3), Filipinas (5, 6), India (3, 4), Malasia (1, 2), Maldivas (1), Tailandia (4, 6) |
| Europa            | Croacia (6, 8) |
| América del Norte | Bahamas (3, 8, 9), Belice (2, 5, 6, 7, 8), Canadá (6), Costa Rica (1), Dominica (3), Honduras (6, 9), México (4, 9, 10), Montserrat (7), Nicaragua (3, 4, 6, 9), Panamá (1, 5, 7, 9, 10), Trinidad y Tobago (7) |
| América del Sur   | Argentina (3), Bolivia (2), Brasil (3, 9, 10), Colombia (4, 6, 7, 10), Ecuador (7, 8, 10), Guyana (4), Perú (2)                                                                                                 |
| Oceanía           | Australia (6, 7), Fiyi (2) |